# موافقت‌نامه تجارت آزاد اروپای مرکزی
قرارداد تجارت آزاد اروپای مرکزی(CEFTA) (به انگلیسی: Central European Free Trade Agreement) یک قرارداد تجاری بین‌المللی بین کشورهایی است که اغلب در اروپای مرکزی قرار دارند. با به وجود آمدن جایگزینانی برای لهستان، مجارستان و چکسلواکی سابق، این قرارداد بین کشورهای آلبانی، بوسنی و هرزگوین، بلغارستان، کرواسی، مولداوی، مونتنگرو، مقدونیه شمالی، رومانی، صربستان، اسلوونی و مأموریت مدیریت موقت سازمان ملل متحد در کوزوو (نیمی از کوزوو، طبق قطنامه ۱۲۴۴ شورای امنیت) گسترش یافت.

## اعضا
از ۱ ژوئیه ۲۰۱۳، اعضای قرارداد CEFTA شامل این کشورها هستند: آلبانی، بوسنی و هرزگوین، مولداوی، مونتنگرو، مقدونیه شمالی، صربستان و مأموریت مدیریت موقت سازمان ملل متحد در کوزوو (نیمی از کوزوو).
اعضای سابق عبارت اند از: بلغارستان، کرواسی، جمهوری چک، مجارستان، لهستان، رومانی، اسلواکی و اسلوونی. عضویت آنها در CEFTA زمانی پایان یافت که آنها به عنوان یکی از اعضای اتحادیه اروپا (EU) شناخته شدند.
| اعضای قرارداد                                | پیوسته | پایان |
| -------------------------------------------- | ------ | ----- |
| لهستان                                       | 1992   | 2004  |
| مجارستان                                     | 1992   | 2004  |
| جمهوری چک                                    | 1992   | 2004  |
| اسلواکی                                      | 1992   | 2004  |
| اسلوونی                                      | 1996   | 2004  |
| رومانی                                       | 1997   | 2007  |
| بلغارستان                                    | 1999   | 2007  |
| کرواسی                                       | 2003   | 2013  |
| مقدونیه شمالی                                | 2006   | —     |
| آلبانی                                       | 2007   | —     |
| بوسنی و هرزگوین                              | 2007   | —     |
| مولدووا                                      | 2007   | —     |
| مونته‌نگرو                                    | 2007   | —     |
| صربستان                                      | 2007   | —     |
| مأموریت مدیریت موقت سازمان ملل متحد در کوزوو | 2007   | —     |

## معیارهای عضویت
معیارهای مشخص شده سابق در پوزنان:
- عضویت سازمان تجارت جهانی
- توافقنامه اتحادیه اروپا همراه با مفاد عضویت کامل در آینده
- توافقنامه تجارت آزاد همراه با اعضای کنونی CEFTA

معیارهای مشخص شده کنونی از زمان دیدار زاگرب در سال ۲۰۰۵:
- عضویت سازمان تجارت جهانی یا تعهد به رعایت کردن تمام قوانین آن
- هرگونه توافقنامه اتحادیه اروپا
- توافقنامه تجارت آزاد همراه با اعضای کنونی CEFTA

## اعضای فعلی
| عضو قرارداد                                  | ورود          | جمعیت     | مساحت (km²) | پایتخت     | تولید ناخالص داخلی به میلیون | تولید ناخالص داخلی به سرانه |
| -------------------------------------------- | ------------- | --------- | ----------- | ---------- | ---------------------------- | --------------------------- |
| آلبانی                                       | 1 ژانویه ۲۰۰۷ | ۲٬۸۶۲٬۴۲۷ | ۲۸٬۷۴۸      | تیرانا     | 40.151                       | 13,991                      |
| بوسنی و هرزگوین                              | 1 ژانویه ۲۰۰۷ | ۳٬۵۰۲٬۵۵۰ | ۵۱٬۲۰۹      | سارایوو    | 40.794                       | 14,220                      |
| مولداوی                                      | 1 ژانویه ۲۰۰۷ | ۳٬۵۴۷٬۵۳۹ | ۳۳٬۸۴۳      | کیشینف     | 27.282                       | 7,703                       |
| مونتنگرو                                     | 1 ژانویه ۲۰۰۷ | ۶۲۲٬۱۸۲   | ۱۴٬۰۲۶      | پودگوریتسا | 12.516                       | 20,084                      |
| مقدونیه شمالی                                | 1 ژانویه ۲۰۰۶ | ۲٬۰۷۷٬۱۳۲ | ۲۵٬۷۱۳      | اسکوپیه    | 34.267                       | 16,486                      |
| صربستان                                      | 1 ژانویه ۲۰۰۷ | ۶٬۹۶۳٬۷۶۴ | ۷۷٬۴۷۴      | بلگراد     | 137.126                      | 19,767                      |
| مأموریت مدیریت موقت سازمان ملل متحد در کوزوو | 1 ژانویه ۲۰۰۷ | ۱٬۷۹۵٬۶۶۶ | ۱۰٬۹۰۸      | پریشتینا   | 23.524                       | 13,017                      |

## تاریخ

تاریخی از اعضای قرارداد CEFTA از سال ۱۹۹۲ تا ۲۰۱۳. تمام اعضای اصلی قرارداد به اتحادیه اروپا پیوستند و به همین دلیل، کشورهای اروپای جنوبی مانند آلبانی، بوسنی و هرزگوین، مأموریت مدیریت موقت سازمان ملل متحد در کوزوو، مونتنگرو و صربستان به CEFTA پیوستند و ادامه دادند.
----
مناطق عضو CEFTA
مناطق عضو اتحادیه اروپا

### قرارداد اصلی
قرارداد اصلی CEFTA در ۲۱ دسامبر ۱۹۹۲ توسط کشورهای گروه ویشگراد که شامل لهستان، مجارستان و جمهوری‌های چک و اسلوکی (در زمان اتحاد آنها) بودند در شهر کراکوف لهستان امضا شد و در ماه ژوئیه ۱۹۹۴ وارد فاز عملیاتی خود شد. براساس CEFTA کشورهای امضا کننده امیدوار بودند که از طریق این قرارداد خود را وارد نهادهای اروپای غربی کنند تا از سیاست اروپایی، اقتصاد، امنیت و سیستم قانونی برخوردار باشند و در نتیجه به دموکراسی و اقتصاد بازار آزاد برسند.
مطابق با قراردادهایی که در ۱۱ سپتامبر ۱۹۹۵ در برنو و همچنین ۴ جولای در بلد امضا شد، توافقنامه CEFTA دچار تغییراتی شد.
اسلوونی در سال ۱۹۹۶، رومانی در سال ۱۹۹۷، بلغارستان در سال ۱۹۹۹، کرواسی در سال ۲۰۰۳ و مقدونیه در سال ۲۰۰۶ وارد CEFTA شدند.

### قرارداد ۲۰۰۶
تمام کشورهایی که در قرارداد اولیه CEFTA حضور داشتند امروزه به اتحادیه اروپا پیوسته‌اند و در واقع CEFTA را ترک کرده‌اند. دراینجا، تصمیم بر این شد که CEFTA به سایر کشورهای منطقه بالکان گسترش پیدا کند. در ۶ آوریل ۲۰۰۶ در اجلاس نخست وزیران جنوب شرقی اروپا در بخارست، اعلامیه مشترکی در مورد گسترش CEFTA به آلبانی، بوسنی و هرزگوین، مولداوی، صربستان، مونتنگرو و مأموریت مدیریت موقت سازمان ملل متحد در کوزوو به تصویب رسید. همپنین ورود اوکراین به این قرارداد به سرانجام نرسید. قرارداد گسترش یافته جدید در تاریخ ۹ نوامبر ۲۰۰۶ در شهر بروکسل پایه‌گذاری شد و در تاریخ ۱۹ دسامبر ۲۰۰۶ در اجلاس نخست وزیران جنوب شرقی اروپا امضا شد. این توافقنامه در تاریخ ۲۶ ژوئیه ۲۰۰۷ در کشورهای آلبانی، کوزوو، مولداوی، مونتنگرو و مقدونیه اجرایی شد و همین‌طور در ۲۲ آگوست در کرواسی، ۲۴ اکتبر در صربستان و ۲۲ نوامبر در بوسنی و هرزگوین وارد حیطه عمل شد. از ۳۱ دسامبر ۲۰۱۰ به بعد هدف قرارداد برقراری یک محدوده تجارت آزاد در منطقه بود.
پس از اعلام استقلال کوزوو در ۱۷ فوریه ۲۰۰۸، مأموریت مدیریت موقت سازمان ملل متحد در کوزوو به انجام یکی از وظایف خود یعنی نمایندگی از کوزوو در تمام ملاقات‌های CEFTA ادامه داد. در پایان سال ۲۰۰۸ کوزوو نشان تمبرهای گمرکی خود را از UNMIK به کوزوو تغییر داد. این عمل باعث این شد که صربستان و بوسنی تجارت خود را با کوزوو قطع کنند به این دلیل که آنها جمهوری کوزوو را به رسمیت نمی‌شناسند. این حرکت باعث وقوع درگیری‌هایی در ژوئیه ۲۰۱۱ در مناطق مرزی شد.

## روابط با اتحادیه اروپا
تمام کشورهای سابق قرارداد CEFTA قبلاً توافقنامه‌های اتحادیه را با اتحادیه اروپا امضا کرده بودند، پس CEFTA به نوعی همانند پلی برای عضویت کامل در اتحادیه اروپا بود. لهستان، جمهوری چک، مجارستان، اسلواکی و اسلوونی در ۱ می ۲۰۰۴ و بلغارستان و رومانی در ۱ ژانویه ۲۰۰۷ به اتحادیه اروپا پیوستند. کرواسی در ۱ ژوئیه ۲۰۱۳ یه اتحادیه اروپا ملحق شد.
مونتنگرو و صربستان از ۲۰۱۲ و ۲۰۱۳ مشغول رایزنی با اتحادیه اروپا هستند در حالی که آلبانی و مقدونیه شمالی کاندیداهای رسمی اتحادیه اروپا هستند.
براساس پیشنهاد اتحادیه اروپا، اعضای این اتحادیه در آینده باید خود را برای برقراری مناطق تجارت آزاد آماده کنند. بخش بزرگی از تجارت‌های خارجی اعضای CEFTA با کشورهای اتحادیه اروپا است.